# 站起來吧！半獸人先生
《站起來吧！半獸人先生》是阿羅本景原作，影崎由那作畫的日本漫畫作品，於《週刊YOUNG JUMP》所屬《隔壁的YOUNG JUMP》網站上連載。於4月14日在《Web漫畫網站‧Z》網站上連載，累計PV達3000萬。

## 故事簡介
在光與暗戰爭時期，當魔王被打倒後，半獸人因為光明勢力的政治宣傳片抺黑而被驅逐，而剩下來的半獸人跑去當「半獸人侵犯公主或女騎士」色情片的男演員。

## 登場人物
聲優為宣傳片之配音版。

### 人類
伊涅絲（聲：平山笑美）
人類少女。自幼在巴爾帖林克孤兒院（バルテリンク孤児院）長大，為尋找失散了的妹妹而打工存錢。
經職業介紹所介紹而進到「魔法影視製作公司」，事前雖然知道是黑心企業但不知道是拍成人色情片。
目前擔任化妝師，選職原因是雙手很靈巧。
是吉賽兒的姐姐，直到第26話才相認。
梅爾奇奧（聲：平山龍）
人類男性，「魔法影視製作公司」及「梅爾奇奥事務所」的社長。
性格卑劣的黑心老闆，曾在面試時騙伊涅絲拍色情片。
林布蘭多
人類男性，「魔法影視製作公司」的導演。
對拍攝非常講究，為追求真實感除了起用真正半獸人演員，更會在真正地下城拍攝。
曾因以實景拍攝弄倒過公司。
克莉絲汀娜（聲：北垣內春香）
人類女性，因小時憧憬而成為女騎士，原阿爾斯天（アルステン）帝國女騎士，戰爭結束後被裁員，現為色情片女演員。專門演出被半獸人侵犯的女騎士，其中「唔！…殺了我！（くっ!...ころせ!）」的演技﹙簡稱「唔殺演技」（くっころ）﹚最為出眾。
曾一度放下對騎士的執著而導致「唔殺演技」大減，後被絲薇朵拉娜冊封為黑暗騎士後恢復。成了黑暗騎士之後體力大增，一天三連戰都不成問題，還到處趕場拍片。
原本勇者庫爾斯還要找她進後宮當側室，接著又邀請她當聯合王國的女騎士，她卻因為認為自己是用身體換女騎士的身分而拒絕了。
因招募另外三位失業女騎士共組克莉絲汀娜騎士女優團，收入還要抽成20%，絲薇朵拉娜氣到把劍給折了，瞬間失去工作力，莉澤洛特出面以公主身分冊封後恢復為白騎士。
莉澤洛特（聲：上川瑞步）
前希爾西亞（シルシア）王國公主，只是這個國家滅亡了，公主為了賺復國基金去當AV女優。
魔王軍敗亡後，莉澤洛特所屬的希爾西亞想要復國，但與克莉絲汀娜所屬的阿爾斯天帝國發生衝突，最後阿爾斯天帝國獲勝，希爾西亞王國被併入。
絲薇朵拉娜的母親與莉澤洛特的母親是親姊妹，都是希爾西亞王國的公主，所以絲薇朵拉娜與莉澤洛特有血緣關係。
因受到詛咒而使得審美觀與眾不同，只喜歡醜陋的半獸人，對於俊美的精靈與人類完全沒興趣，甚至會出手攻擊。但也因受到詛咒而突然短暫變身成女性半獸人，反而會討厭男性半獸人，並且對共同演出的克莉絲汀娜大感「性」趣。林布蘭多導演本想藉此開發新市場，不過因為莉澤洛特對男性半獸人的攻擊性太強，反而成了SM片而會沒市場。絲薇朵拉娜發現魔王留在莉澤洛特身上的詛咒後立刻將它解除，莉澤洛特的審美觀也恢復正常，不過對過去與半獸人拍AV感到不能接受。由於解除詛咒後莉澤洛特的個性變化太大，經與莉澤洛特商量後由歐索索斯基提供詛咒，讓莉澤洛特恢復原樣。
迷戀拉多斯拉夫。
安奴瑪莉（聲：福山瑠奈）
跟伊涅絲同一個孤兒院長大的修女。
徹底相信政治宣傳片對半獸人的抺黑。多次試圖摧毀成人影片公司但都以失敗收場，之後結合教會力量拍攝教會認可的性道德教育錄影帶，還自己當主角。
威爾瑪
職業為女性工匠，可以製造出相當多東西，最新力作為機械半獸人（メカオーク），可以做出高速與複雜的腰部動作，完成度之高讓老家後院的老婆婆讚嘆不已愛不釋手。動力來源為從舊魔王領域開採出來之カオシウム結晶，不過這個東西有混沌毒性，要換時還得穿防護衣，不過絲薇朵拉娜可以隨手就撿起來，小時候拿來當彈珠在玩。
屬於侏儒族（ドワーフ），對女性初次見面打招呼的方式是直接往對方的胸部摸下去，評斷胸部還有沒有發展的的空間。梅爾奇奧為了取得威爾瑪的製作成品，與她約定如果製作出來的話，就讓艾留舒卡陪她睡一晚，不過艾留舒卡討厭侏儒族。
艾瑪修女
養大伊涅絲和安奴瑪莉的孤兒院修女，因為教導伊涅絲拜金現實主義而被叫作「拜金修女」。具有召喚光之天使作戰的能力，也可以叫來管教小孩。
80歲的人類女性，因為外表為年幼女孩而被誤會是精靈。因為曾打倒邪龍沐浴邪龍血而獲得「愈積德愈年輕」的體質，由於不斷積德會有變成胚胎的危險，所以要定期做倫理範圍能接受的缺德事情來減輕效果。
接受AV製作商的存在，但是要求向她買免罪符。
庫爾斯
擊敗魔王軍並且殺了魔王的勇者，現為聯合王國（ユニオール王囯）的王子及王位繼承人。二十年前魔王軍攻擊聯合王國時，聯合王國為鼓勵征伐，將奧莉維亞（オリウィア）公主跟下任王位作為獎品，當時的公主才18歲，等到魔王軍敗亡時，公主已經38歲了。由於公主禁慾了20年，結婚之後的性生活的「勇猛表現」讓勇者的心理產生嚴重陰影，又發現公主欲求不滿而讓自己戴綠帽，所以找半獸人訓練他成為AV男優，好讓自己能征服公主。
新人訓練完畢測驗戰對手是克莉絲汀娜。
吉賽兒
原名瑪諾（マノ），賈多的弟子，吉賽兒這個名字是賈多幫她取的。
吉賽兒前往訪問半獸人，進行「半獸人與異種族性交的可能性」研究調查。
第一試驗對象是小妖精（ビクシー），但是比半獸人的手掌還小。拉多斯拉夫訓練到將自己的「那個」縮小到可以與小妖精性交的程度。
第二試驗對象是人魚（マーメイド），不過是人魚的蛋。多拉霍斯拉夫將自己的精液直接撒在蛋上面。
第三試驗對象是死靈（レイス），拉多斯拉夫表示自己的「那個」即使對手是沒有實體的死靈照樣可以讓她滿足。
第四試驗對象是吉賽兒自己要上場，但是被伊涅絲阻止。
多拉霍斯拉夫教導她如要實驗，應該要有實驗組與對照組，所以請她下次要帶女性半獸人來實驗會更準確。
實驗過程被林布蘭多拍攝下來，「拉多斯拉夫VS怪物的異種性交」錄影帶在業界引起一陣風潮。
其實她就是伊涅絲的妹妹，兩人直到第26話才相認。
真舟
與勇者庫爾斯及巴爾托洛梅歐合組團隊，擊敗魔王軍。擊敗魔王軍之後因為生活不如意，變成鎮上混混的保鑣，每天喝酒度日，但是身手不減當年。
巴爾托洛梅歐
與勇者庫爾斯及東方的武士真舟合組團隊，擊敗魔王軍。
賈多
黑暗種族研究的權威，對魔王軍而言，賈多是恐怖的代名詞，因為經常將魔王軍俘虜抓來做人體實驗。
賈多幫弟子取名字時，男性一律叫伊撒（イーサン），女性一律叫吉賽兒（ジゼル）。

### 其他
拉多斯拉夫（聲：上田こうすけ）
半獸人男性，負責在「半獸人侵犯公主或女騎士」的色情片中演半獸人。自稱只要社長下令，無論對手是母龍還是母牛頭人也照演不誤，更會因對手強大而戰意高昂，其實本身並不喜歡和人類或精靈做對手。
前黑豬軍團成員，過度認真的軍隊狂。
原為奴隸營奴隸，對買走自己的社長心懷感激。
因長時間拍攝AV導致心理障礙無法勃起，經過與前勇者同伴真舟先生戰鬥後恢復勃起功能。
多拉霍斯拉夫（聲：鍋田匠）
半獸人男性，負責在「半獸人侵犯公主或女騎士」的色情片中演半獸人。
前黑豬軍團成員，拉多斯拉夫的戰友，戰地廚師。
原為奴隸營奴隸，因拉多斯拉夫推薦而被社長一併買下。
在家鄉曾有一個叫波弗米拉（ボフミラ）的初戀對象，在要準備求婚時就跟別的男性半獸人搞在一起了。
艾留舒卡（聲：野田真理愛）
黑暗精靈女性，「魔法影視製作公司」及「梅爾奇奥事務所」的經理。
跟社長是男女朋友關係，主張「男友花心的話就直接揍，管他甚麼社長。」，對社長毫不留情。
拉多斯拉夫與多拉霍斯拉夫剛加入事務所時，就是由艾留舒卡親自上陣訓練，所以他們兩人都稱艾留舒卡為大姊（アネサン）。
絲薇朵拉娜（聲：塩出美彩希）
魔王獨生女。母親是前希爾西亞王國的公主，希爾西亞王國滅國時被擄走，所以有一半人類血統。外觀口氣像不良少女，言行卻非常可愛。
絲薇朵拉娜的母親與莉澤洛特的母親是親姊妹，都是希爾西亞王國的公主，所以絲薇朵拉娜與莉澤洛特有血緣關係。
跟切姆諾塔為一心同體，對其行為非常頭痛，兩人轉換需要處女接吻，或是體力耗盡時也會自動轉換。
為限制切姆諾塔的行為而跟伊涅絲同居。
具有使用「傀儡兵團（くぐつへいだん）」及「萬象監督（ばんしょうかんさ）」等「魔王的權能（イービル。オーソリティ）」。因有「萬象監督」的能力，可以輕易找出會計帳簿的破綻，於是被艾留舒卡拉去當會計。
立志當一個流行設計師。
切姆諾塔（聲：高田菜菜美）
跟韋特蘭娜為一心同體的人類少年。
喜歡賭博四處欠債，卻完全不打算勞動身體工作賺錢。
擅自使用絲薇朵拉娜的名義應徵色情女演員。
魔王
其名為帕茲斯。
格拉希姆
隸屬「漆黑海怪（ブランク　テンタクル）」的觸手系AV男優兼社長，可以使用觸手召喚術從廚房水轉中鑽出來。以前是「梅爾奇奥事務所」的男優，出道作是跟艾留舒卡拍的，還硬不起來。
小時候和父親一起到魔王城卻自己走失，切姆諾塔帶他找路，從此讓他喜歡上魔王的女兒，只是他的初戀對象其實是男的。
被AV評論員歐索索斯基評為拍得很爛，導致片子賣不出去。實際上兩人是父子關係。
喜歡上了絲薇朵拉娜，拜託歐索索斯基同意與她「純粹異性交往」，但老爸不同意，並且嫌他拍的觸手系AV太爛了。
歐索索斯基
專業AV評論員，實際上是個身體已經化為骷髏架的不死者（ナイトウォーカー），被他所稱讚的AV片絕對大賣，被他批評的AV片連片商都會倒閉。
絲薇朵拉娜還認得她，都叫他索羅可夫爺爺（ソロコフのじっちゃん），過去是魔王軍大法師，被勇者殺了之後經由秘術復活，但復活之後魔王軍已經敗亡了，因為以前看AV就是他的興趣，所以就當AV評論員，現在住的地方收藏了一大堆AV。
每次看AV都看到半獸人的屁股以及觸手系演出，所以很討厭半獸人與觸手系，但可以接受半人馬。
絲潔卡
第27話登場之女性半獸人聖騎士。

## 用語
黑豬軍團
過去魔王軍半獸人軍團中最精銳的部隊，人數約一萬兩千人。
在魔王被打倒後雖持續抵抗但最終全滅。
半獸人
魔王軍敗亡後被人類勢力持續追殺，如今只剩下60人，已經是瀕臨絕種。
第27話時突然出現上千位半獸人，這些半獸人因為不滿魔王侵略的主張而離開魔王領地前往一座島嶼定居，因這座島嶼火山爆發所以又遷居到蘭黛魯斯。
魔法影視製作公司
梅爾奇奧事務所
專營半獸人AV事務所。
Syvian Promotion
專營精靈族AV事務所。
半人馬專業事務所
專營半人馬AV事務所，男優跟女優都是半人馬。
死靈工作室
專營美型殭屍與骷髏女優的事務所。
自由貿易都市蘭黛魯斯
「魔法影視製作公司」所在的都市，屬獨立的都市國家，工商業發達。
絲潔卡帶著上千位半獸人前來投奔時引發阿爾斯天帝國軍隊的猛攻，後在艾瑪修女、庫爾斯、格拉希姆、切姆諾塔等人聯手演戲下讓阿爾斯天帝國退兵。
精靈族
精靈族有黑精靈與白精靈兩種，但都是男帥女美。不過AV精靈女優對AV精靈男優的評語是「只有嘴巴跟前戲管用，那話兒太細小了」。

## 出版書籍
| 册数 | HOME社         | HOME社                 | 東立出版社    | 東立出版社             |
| 册数 | 发售日期       | ISBN                   | 发售日期      | ISBN                   |
| ---- | -------------- | ---------------------- | ------------- | ---------------------- |
| 1    | 2016年12月12日 | ISBN 978-4-83-428462-1 | 2017年6月21日 | ISBN 978-9-86-482940-8 |
| 2    | 2017年4月19日  | ISBN 978-4-83-428467-6 | 2019年2月21日 | ISBN 978-9-86-482941-5 |
| 3    | 2017年9月19日  | ISBN 978-4-83-428474-4 | 2019年10月4日 | ISBN 978-957-26-0122-8 |
| 4    | 2018年5月18日  | ISBN 978-4-8342-8481-2 | 2021年6月28日 | ISBN 978-957-26-5119-3 |

## 外部連結
- 官方網站 （页面存档备份，存于）（日語）
- Web漫畫網站‧Z （页面存档备份，存于）（日語）
- 《站起來吧！半獸人先生》的X（前Twitter）（日語）